# Coronation Island
Coronation Island (norska: Kroningsøya) är en ö i Antarktis. Den ingår i ögruppen Sydorkneyöarna nordost om Antarktiska halvön. Argentina och Storbritannien gör anspråk på området. Arean är 450 kvadratkilometer.
Terrängen på Coronation Island är lite bergig. Öns högsta punkt är 1 295 meter över havet. Den sträcker sig 24,7 kilometer i nord-sydlig riktning, och 48,0 kilometer i öst-västlig riktning.
På Coronation Island finns:
- Glaciärer:
  - Laws Glacier
  - Roald Glacier
  - Sunshine Glacier
- Slätter:
  - Pomona Plateau
- Öar:
  - Spine Island
- Kullar:
  - Breccia Crags
  - Brisbane Heights
  - Deacon Hill
  - Worswick Hill
- Halvöar:
  - Amphibolite Point
  - Meier Point
  - Schist Point
  - Stene Point
  - Tickell Head
- Berg:
  - Beaufoy Ridge
  - Cragsman Peaks
  - Devils Peak
  - Divide Peaks
  - Echo Mountain
  - Maling Peak
  - Mount Nivea
  - Pulpit Mountain
  - Rime Crests
  - Sandefjord Peaks
  - Mount Sladen
  - Wave Peak
- Bergspass:
  - Coldblow Col